# خوليو كارديناس
خوليو كارديناس (بالإسبانية: Julio Cárdenas)‏ هو عسكري مكسيكي، ولد في القرن التاسع عشر، وتوفي في 14 مايو 1916.